# 名偵探柯南&金田一少年之事件簿 兩大名偵探的相逢
《名偵探柯南&金田一少年之事件簿 兩大名偵探的相逢》（日语：名探偵コナン＆金田一少年の事件簿 めぐりあう２人の名探偵）是南夢宮萬代遊戲開發的一款任天堂DS遊戲，於2009年2月5日在日本發佈。

## 系統
此遊戲是以視覺小說形式進行，因此其故事主線是以單線形式發展。大部分遊戲都是以「偵查」的形式進行。在「偵查」中，玩家需要輕觸熒幕選擇指令，而指令分別為對話、移動、調查、檢查關鍵字和特別指令。「對話」指令能讓玩家與不同角色溝通，並能獲取一定的信息或意見。「移動」指令能讓玩家移動至不同地點。「調查」指令能讓玩家調查其所在地的可疑事物。「檢查關鍵字」指令能讓玩家檢查所得的關鍵字，即證據、證言和證人。而「特別指令」就是啟動主角與真兇對決的指令或使用通信徽章。
此遊戲使用「關鍵字系統」，除了能讓玩家檢查所得的關鍵字外，還可以讓玩家結合相關的關鍵字，以得出一個新的關鍵字。除此以外，此遊戲還包含了三種形式的特殊調查，分別是俯視圖調查、3D調查和筆記調查。俯視圖調查即利用俯視圖調查兇案發生時不同的人和物的所在地。3D調查即以立體形式顯示證物，讓玩家檢查證物的每個部分。筆記調查即檢查物品並填寫答案。
當玩家使用「特別指令」後，遊戲就會進入「解決」階段。「解決」階段分為兩部分：組織概念圖和與犯人對峙。在組織概念圖中，玩家需要在概念圖中不同位置放置不同「關鍵字」。在與犯人對峙中，玩家需要出示不同的證物反駁犯人的自辯。當玩家出示錯誤的關鍵字時，其生命條就會扣減。若生命條下跌至零，遊戲將會結束。
此遊戲亦附設不少小遊戲，其中包括足球遊戲、滑板遊戲、定時炸彈拆除遊戲和鎖解除遊戲。足球遊戲即在一定時間內控制柯南把足球踢向標靶上得分。滑板遊戲即控制柯南避過障礙物盡快到達終點。定時炸彈拆除遊戲即在一定時間內拆除炸彈。鎖解除遊戲即重組軌道，使球能夠通過軌道到達終點以解除鎖。

## 劇情
此遊戲每個章節由江戶川柯南及金田一一交替作為主角。
江戶川柯南和毛利蘭、毛利小五郎、阿笠博士等一行人為了調查不可思義現象「神隱」，來到旅遊勝地夕闇島。他們遇上了七瀨美雪，並決定協助她尋找被「神隱」的金田一一和刑事劍持勇。可是，尋找金田一期間，金田一的中學同學鳥羽美佐被殺。他們在調查時發現了很多奇怪事件，其中包括金田一描述的「另一個夕闇島」、25年前的慘劇、一之瀨惠一自殺事件等。柯南最終成功找出真兇濱田涼子，而涼子的真實身份是惠一的女兒一之瀨惠子。
金田一來到夕闇島的原因則是因鳥羽美佐的邀請而來。但是，被「神隱」的金田一和劍持卻發現自己在一個看似25年前的夕闇島的島嶼，即「另一個夕闇島」。他們使用捡回来的偵探通信徽章與柯南通信。之後，一名男子在圖書館被殺，島上的人都聲稱那個人是島上的掌權者一之瀨惠一。經過調查，金田一終於發現真兇為聲稱自己是鳥羽美鶴，即鳥羽美佐的母親。但美鶴隨即被礦工領袖日沖龍平帶走。
在金田一解破案件同時，柯南所在的夕闇島接連受到炸彈襲擊。輪船、海上餐廳和鄉土資料館均被炸毀。在炸毀的鄉土資料館下，柯南發現了一個廢棄礦坑。而當晚少年偵探團在調查廢棄礦坑時亦被「神隱」掉。之後，柯南接連發現了調查25年前慘劇的記者箍山徹和其導師宮瀨的屍體，且屍體附近均有炸彈。柯南更發現炸彈襲擊事件有兩個犯人：真兇和抄襲者。柯南最終找出抄襲者為島嶼上的掌權者木本陽司的秘書倉本高史，但木本陽司隨即被炸彈襲擊真兇擄走。
金田一在解決一之瀨惠一被殺事件後，在海灘上發現一個目睹殺人事件而失憶的女孩，而島民都聲稱該殺人事件的死者是另一個掌權者雙葉要。透過失憶女孩的證詞，金田一找出真兇須永秀雄，但秀雄逃走了。
柯南為了調查時25年前的慘劇，故參加由夕闇島掌權者舉辦的宴會。在宴會上，掌權者土田文子女兒土田幸惠和掌權者水川助吉兒子水川英二被殺。柯南最終發現真兇為土田文子女兒土田明美，但其指使者卻是炸彈襲擊真兇淺見京太郎。淺見京太郎逃走時擄走了土田文子和水川助吉。
金田一偵破案件後，日沖龍平便把他帶到三井鎮長公館。可是，在金田一進入公館後，礦工便包圍了公館。金田一還發現了一具屍體，而日沖龍平等人則聲稱死者是三井鎮長。他們亦發現了土田文子。金田一最後揭露真兇為日沖龍平。日沖龍平隨即把金田一等人困在炸彈小屋中，幸好鳥羽美鶴把他們救出。鳥羽美鶴之後表明自己其實是鳥羽美悠，即鳥羽美佐的姊姊。
此遊戲有兩個結局，分別是柯南結局和金田一結局。
在柯南結局中，柯南知道了所謂的「另一個夕闇島」就是日暮島。他們因此來到日暮島，與金田一聯手破案。但是，當熊田巡警要說出25年前的慘劇時，卻被炸彈殺掉了。他們還在地下礦坑發現大量炸彈。二人合作偵破案件，發現真兇是久保哲也，而他就是夕闇島最高掌權者日沖龍一。柯南之後亦擊敗淺見京太郎。
在金田一結局中，金田一知道了他們所在的島嶼就是日暮島。他們因此回到夕闇島，與柯南聯手破案。但是，當熊田巡警要說出25年前的慘劇時，卻被殺掉了。他們還遇到鳥羽美悠。二人合作偵破案件，發現真兇是久保哲也，而他就是夕闇島最高掌權者日沖龍一。但日沖龍平卻帶走了日沖龍一。金田一最終成功擊敗日沖龍平。
二人最終知道25年前的慘劇就是夕闇島找到金礦，而日沖龍一領導的日暮島把夕闇島掌權者和居民全部殺掉，把金礦搶到手，並把島嶼名稱更改為夕闇島。而日沖龍平等人是夕闇島生還者，他們以重現25年前慘劇的方式報復日沖龍一等人日暮島掌權者。

## 角色
《名偵探柯南》的登場角色
- 江戶川柯南
- 毛利蘭
- 毛利小五郎
- 阿笠博士
- 灰原哀
- 吉田步美
- 圓谷光彥
- 小嶋元太

《金田一少年之事件簿》的登場角色
- 金田一一
- 七瀨美雪
- 劍持勇
- 明智健悟

夕闇島的島民
- 立花早苗（たちばな さなえ）
- 川崎卓（かわさき すぐる）
- 浜田涼子（はまだ りょうこ）
- 鳥羽美佐（とば みさ）
- 熊田重三（くまだ しげぞう）
- 熊田今日子（くまだ きょうこ）
- 山本正則（やまもと まさのり）
- 大田吾郎（おおた ごろう）
- 角田ユウキ（かくた ゆうき）
- 日沖竜一（ひおき りゅういち）
- 桃園亜子（ももぞの あこ）
- 一之瀬恵一（いちのせ けいいち）
- 志村幸三郎（しむら こうざぶろう）
- レストラン職員（本名不明）
- 木本陽司（きもと ようじ）
- 倉本高史（くらもと たかし）
- 山根しほり（やまね しほり）
- ショップ店員（本名不明）
- 坂下絵里（さかした えり）
- 土田文子（つちだ ふみこ）
- 土田幸恵（つちだ さちえ）
- 土田明美（つちだ あけみ）
- 水川助吉（みずかわ すけきち）
- 水川加奈子（みずかわ かなこ）
- 水川英二（みずかわ えいじ）
- 双葉要（ふたば よう）
- 火野隼人（ひの はやと）
- 鈴井学（すずい まなぶ）
- 藤原幸男（ふじわら ゆきお）
- 浅見京太郎（あさみ きょうたろう）
- 杉山圭太郎（すぎもと けいたろう）
- 久保哲也（くぼ てつや）
- 坂之上大介（さかのうえ だいすけ）
- 北川千恵（きたがわ ちえ）

另一個夕闇島的島民
- 本田ハル（ほんだ ハル）
- 日沖竜平（ひおき りゅうへい）
- 沖田豊（おきた ゆたか）
- 福原和雄（ふくはら かずお）
- 鳥羽美鶴（とば みつる）
- 今井沙織（いまい さおり）
- 図書館男性職員（本名不明）
- 須永秀雄（すなが ひでお）
- 佐々木容子（ささき ようこ）
- 三井清（みつい きよし）
- 三井和子（みつい かずこ）
- 羽貫慎太郎（はぬき しんたろう）
- 木口久江（きぐち ひさえ）
- 岡野二郎（おかの じろう）

其他人物
- 謎の少女
- 笹山徹（ささやま とおる）
- 宮瀬信夫（みやせ のぶお）
- 伊集院太郎（いじゅういん たろう）
- イサム

## 用語
- 夕闇島

- 另一個夕闇島

- 島嶼上的掌權者

- 25年前的慘劇

- 神隱

## 發行
於2008年11月28日，万代南梦宫游戏在一個遊戲新聞招待會中宣佈此遊戲將會是一個冒險解謎任天堂DS遊戲，並且表示此遊戲將會於2009年2月5日發佈，其價格為人5040円（含稅）。此遊戲是推理漫畫界的兩大名偵探——江戶川柯南和金田一一首次在NDS遊戲中攜手合作的遊戲。此遊戲亦是《週刊少年Sunday》與《週刊少年Magazine》創刊50周年紀念遊戲。

## 銷售
此遊戲的銷量不錯。在發佈後的一個星期中，此遊戲共售出了24,470套遊戲，是那個星期中銷量第六高的遊戲。在接著的一個星期中，其銷量下降至13,753套遊戲，排行第16。在2009年2月第二個星期中，此遊戲共售出了19,973套遊戲，是那個星期中銷量第六高的遊戲。截至2009年12月21日，此遊戲已於日本售出了73,929套遊戲。截至2013年7月6日，此遊戲已於日本售出了逾80,000套遊戲。

## 外部連結
- （日語）名偵探柯南 & 金田一少年之事件簿 兩大名偵探的相逢（页面存档备份，存于） 官方網站
- （中文）《名偵探柯南 & 金田一少年之事件簿 兩大名偵探的相逢》 （页面存档备份，存于）